# Aurelle Awona
Marie Aurelle Awona (Yaundé, Camerún; 2 de febrero de 1993) es una futbolista franco-camerunesa. Juega como defensa y su equipo actual es el S. C. Braga del Campeonato Nacional de Fútbol Femenino de Portugal. Es internacional con la Selección de Camerún.

## Clubes

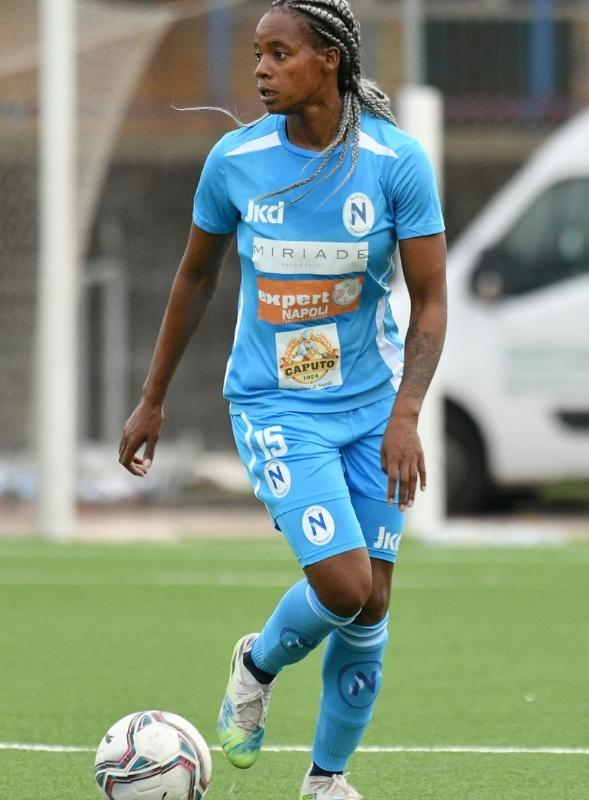
Awona con el Napoli Femminile en el 2022.

| Club                 | País     | Año         |
| -------------------- | -------- | ----------- |
| FC Domont            | Francia  | 2007 - 2009 |
| Le Mans FC           | Francia  | 2009 - 2011 |
| ASJ Soyaux           | Francia  | 2011 - 2018 |
| Dijon FCO            | Francia  | 2018 - 2020 |
| Madrid CFF           | España   | 2020        |
| Stade de Reims       | Francia  | 2020 - 2021 |
| SSD Napoli Femminile | Italia   | 2021 - 2022 |
| SC Braga             | Portugal | 2022 - Act. |